# Emma Boada Coronado
Emma Boada Coronado   (Barcelona, 15 de juny de 1994) és un jugadora d'handbol catalana, que juga en la posició de central.
Va començar a competir en la màxima categoria amb l'Esportiu Castelldefels, on va ser guardonada com a millor esportista de la temporada 2014-15. L'estiu del 2015 va fitxar pel BM Alcobendas madrileny, on va militar dues temporades. El 2017 va marxar al Rincón Fertilidad Málaga i el 2019 va fitxar pel BM Bera Bera de Sant Sebastià, on ha guanyat la Lliga la temporada 19-20. L'estiu del 2020, en un partit amistós amb l'equip basc, es va lesionar al genoll de gravetat que la van portar estar diversos mesos de baixa.
Internacional amb la selecció espanyola, ha participat als Jocs Mediterranis de Tarragona on va guanyar la medalla d'or.